# Egoland
Egoland war eine deutsche Hip-Hop-Gruppe aus Berlin, bestehend aus den drei Rappern Lucry (auch als Produzent aktiv), Furious und Atzenkalle. Die drei gründeten auch das gleichnamige Independent-Label Egoland Musik, auf dem sie neben ihren eigenen Tonträgern auch Werke befreundeter Künstler veröffentlichen. Den Vertrieb des Labels übernimmt Soulfood.

## Bandgeschichte
Furious und Lucry, der vorher bereits mit Brothers Keepers unterwegs war, kannten sich bereits seit der Grundschulzeit. Den jüngeren Atzenkalle lernten sie bei Rap am Mittwoch kennen, wo der Rapper öfter aktiv war. Zusammen nahmen die drei den Track Taub auf, der zudem ein Feature von Main Moe enthielt. Die Zusammenarbeit der drei fruchtete und bereits 2013 war ihr Debütalbum Antination fertig, das sie über ihr neu gegründetes Label Egoland Musik veröffentlichten. Es folgte eine Support-Tour für Battleboi Basti und Mach One. 2015 erschien ihre Extended Play Das kleine Büro.
Am 3. April 2015 erschien ihr zweites Album Migration. Ende des Jahres erschien mit Planetensystem eine weitere EP. Seit 2017 gibt es weder neue Veröffentlichungen noch Auftritte. 

## Label
Bereits 2013 sprach die Band davon über das Label auch weitere Künstler sowie ihre Soloalben zu veröffentlichen. Erstes Signing des gemeinsamen Labels ist ÉSMaticx, die am 27. März 2016 ihr Debütalbum Rot veröffentlichte.

## Diskografie
Alben
- 2013: Antination (Egoland Musik/Soulfood)
- 2015: Migration (Egoland Musik/Soulfood)

EPs
- 2015: Das kleine Büro (Egoland Musik/Soulfood)
- 2015: Planetensystem (Egoland Musik/Soulfood)